# Ryszard Siwiec
Ryszard Siwiec (7 maart 1909 – 12 september 1968) was een Poolse boekhouder die zichzelf in brand stak op 8 september 1968 tijdens de Biddag en Dankdag voor Gewas en Arbeid in het Stadion Dziesięciolecia in Warschau uit protest tegen de bezetting van Tsjecho-Slowakije door de Warschaupacttroepen als antwoord op de Praagse Lente. Hij overleed een paar dagen later aan zijn verwondingen.